# Вокзальная улица (Екатеринбург)

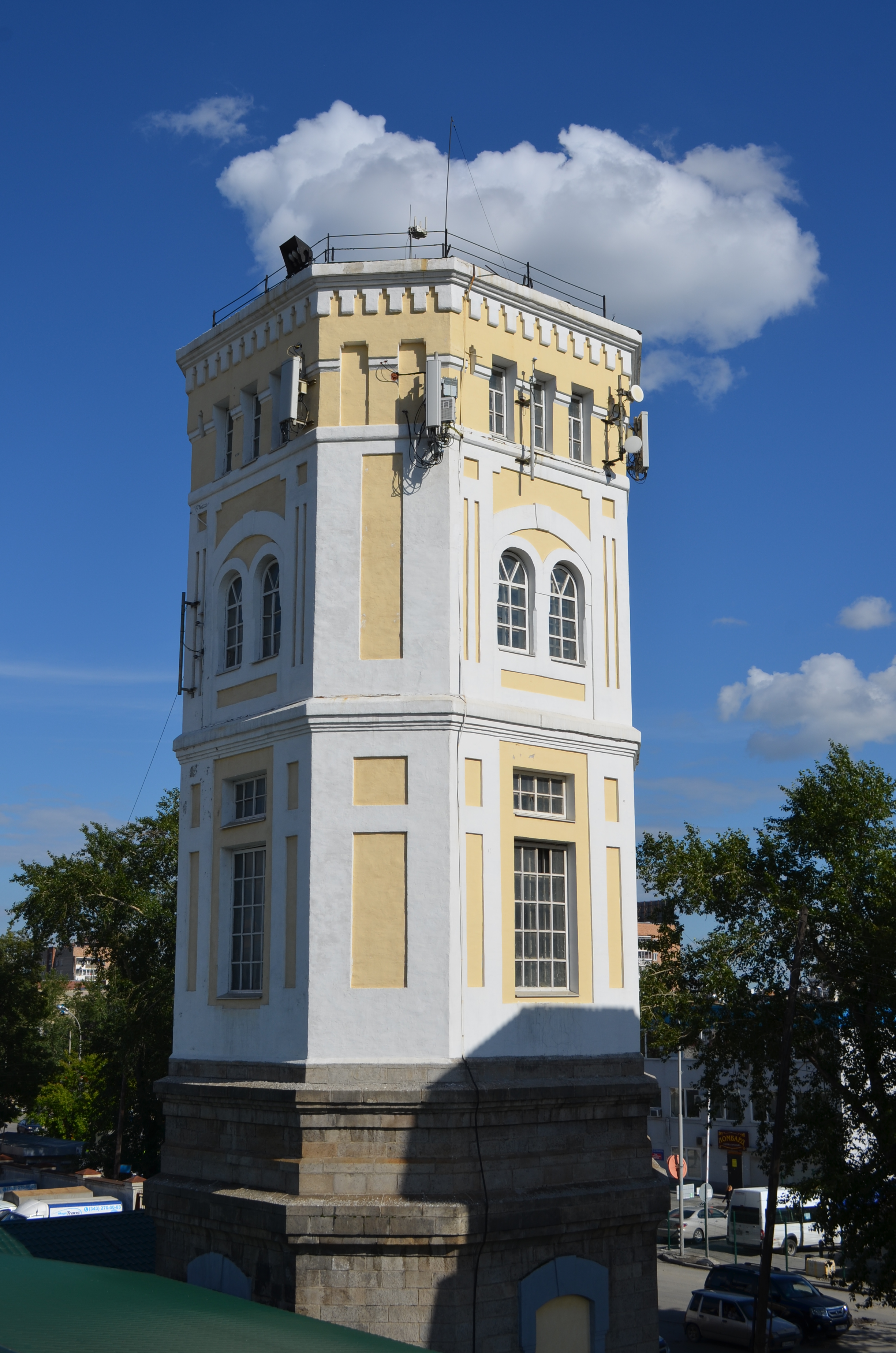
Водонапорная башня 1884 года постройки на Вокзальной улице

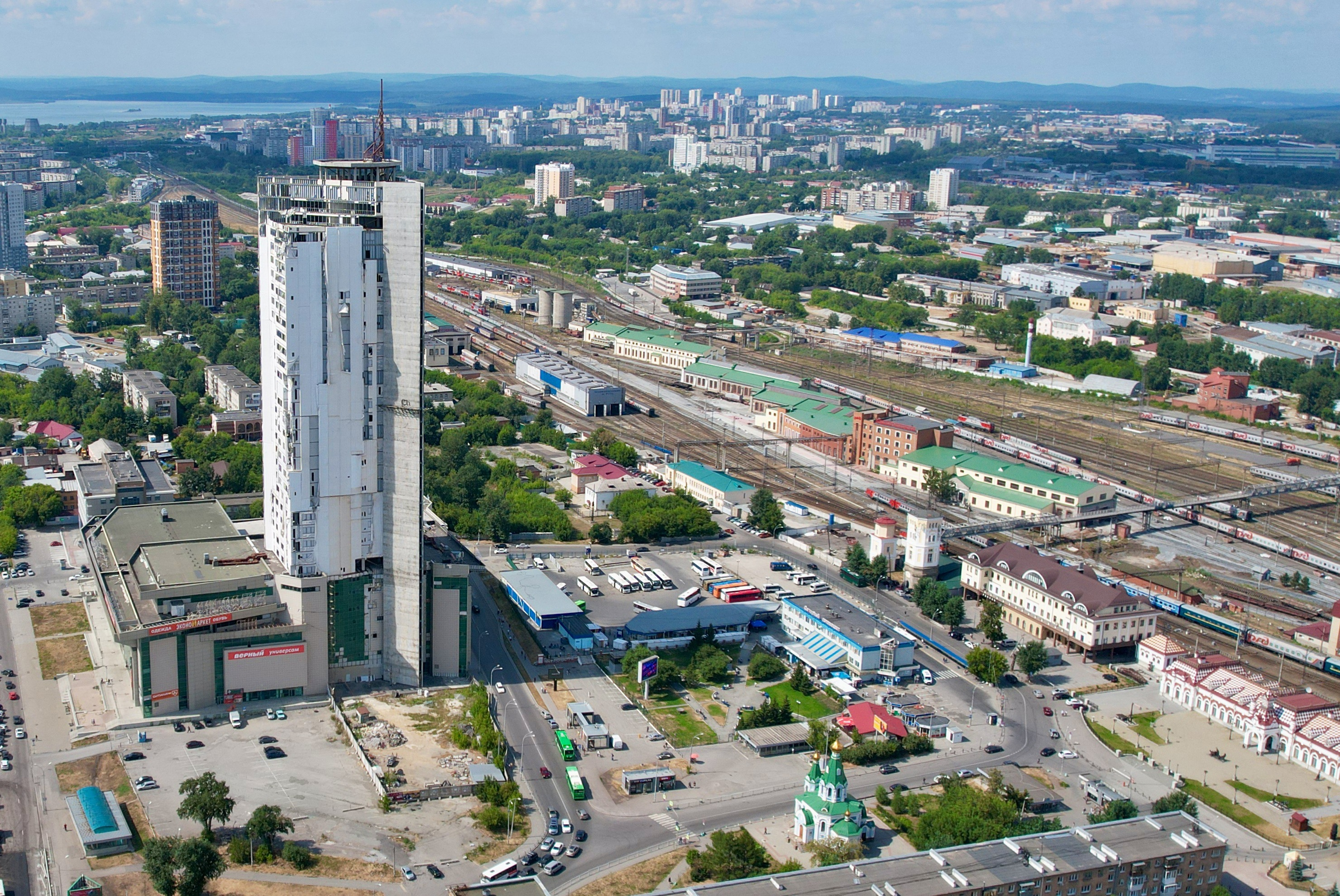
Вид с высоты

Вокза́льная у́лица — улица в жилом районе (микрорайоне) Вокзальном Железнодорожного административного района Екатеринбурга.

## Расположение и благоустройство
Улица проходит с запада на восток, вдоль железной дороги, начинаясь от Производственного переулка и заканчиваясь у проспекта Космонавтов. Пересечения с улицами отсутствуют. Слева (с чётной стороны) примыканий нет, справа на улицу выходят Невьянский переулок и Привокзальная площадь. Протяжённость улицы составляет около 1100 метров. Ширина проезжей части — в среднем около 7 м (две полосы движения). Движение от начала улицы до Невьянского переулка одностороннее, в западном направлении. Участок улицы от Невьянского переулка до Привокзальной площади является пешеходным. На протяжении улицы светофоров и нерегулируемых пешеходных переходов не имеется. С обеих сторон улица оборудована тротуарами, но не на всём уличном протяжении.

## История
Возникновение улицы было обусловлено строительством здесь комплекса зданий железнодорожного вокзала, однако сама улица появилась уже в 1930-е годы, так как ранее к Старому и Новому вокзалам вели отдельные дороги. Впервые улица показана на плане Свердловска 1939 года, уже имела название. Современная Вокзальная улица застроена мало- и среднеэтажными административными зданиями.

## Примечательные здания и сооружения
- № 15а — Северный автовокзал.
- № 14 — здание Старого вокзала, 1878 год, архитектор П. Шрайберг. Является памятником культурного наследия[3].
- № 22 — современное здание железнодорожного вокзала.
- Водонапорная башня, конец XIX века. Является памятником культурного наследия.

## Транспорт

### Наземный общественный транспорт
- Остановка «Вокзальная»:

Автобус: № 57, 60, 144, 150;
Маршрутное такси: № 06, 15, 024, 054, 082.
- Остановка «Ж/д вокзал»:

Автобус: № 48, 59, 60, 65;
Трамвай: № А, 3, 5, 7, 21, 23, 27, 32;
Троллейбус: № 1, 3, 5, 9, 17, 18;
Маршрутное такси: 1, 5а, 6, 21, 31, 34, 45, 46, 52, 55, 56, 82.

### Ближайшие станции метро
В 50 метрах от перекрёстка с Невьянским переулком находится станция метро  Уральская.